# Roman Ogaza
Roman Grzegorz Ogaza (ur. 17 listopada 1952 w Katowicach, zm. 4 marca 2006 w Forbach) – polski piłkarz grający na pozycji napastnika, reprezentant kraju, olimpijczyk.
Wychowanek Górnika Lędziny, następnie reprezentował barwy Górnika Zabrze (zdobywca Pucharu Polski), dwukrotnie Szombierek Bytom (mistrz Polski), ponownie GKS-u Tychy, RC Lens, Olympique Alès, Royal Francs Borains, US Forbach oraz SG Marienau. Z reprezentacją Polski zdobył wicemistrzostwo olimpijskie (1976).
Roman Ogaza jest absolwentem Zasadniczej Szkoły Zawodowej o profilu ślusarz. Karierę piłkarską rozpoczął w 1965 roku w juniorach Górnika Lędziny, a po fuzji wszedł w skład GKS Tychy, w którym grał do 1968 roku. Następnie reprezentował barwy juniorów Górnika Zabrze, z którym w 1970 roku podpisał profesjonalny kontrakt, i w którego barwach zadebiutował w ekstraklasie – dnia 17 czerwca 1970 roku w przegranym 4:0 meczu wyjazdowym z Odrą Opole zastąpił w 58. minucie Alfreda Olka. Jednak z powodu silnej konkurencji w klubie nie mógł liczyć na regularną grę i po sezonie 1969/1970 odszedł do Szombierek Bytom, z którym w sezonie 1971/1972 spadł z ekstraklasy, jednak w sezonie 1972/1973 wrócił do niej oraz dotarł do półfinału Pucharu Polski. Z klubu odszedł po sezonie 1974/1975 po rozegraniu 101 meczów ligowych i strzeleniu 25 goli.
Następnie został zawodnikiem GKS-u Tychy, z którym w sezonie 1975/1976 zdobył wicemistrzostwo Polski, dzięki czemu klub awansował do Pucharu UEFA (1976/1977), w którym odpadli już w pierwszej rundzie po porażce w dwumeczu z niemieckim FC Köln (0:2, 1:1). W sezonie 1976/1977 dotarł do ćwierćfinału Pucharu Polski, jednak w ekstraklasie klub zajął 15. miejsce i spadł do niższej ligi. Z klubu odszedł po sezonie 1977/1978 po rozegraniu 60 meczów ligowych i strzeleniu 25 bramek.
Potem wrócił do Szombierek Bytom, którym w sezonie 1978/1979 dotarł do półfinału Pucharu Polski. W sezonie 1979/1980 zdobył z klubem mistrzostwo Polski, a w sezonie 1980/1981 zajął w ekstraklasie 3. miejsce. Ostatni mecz w ekstraklasie rozegrał dnia 9 maja 1982 roku w wygranym 3:1 meczu u siebie z Bałtykiem Gdynia. Łącznie w ekstraklasie rozegrał 276 meczów ligowych, w których strzelił 96 bramek.
Następnie wyjechał do Francji grać w klubach RC Lens (1982–1984 – 63 mecze, 15 goli), Olympique Alès (1984–1986 – 30 meczów, 5 goli), potem w belgijskim Royal Francs Borains (1986) i ponownie we francuskich klubach US Forbach (1987–1991) i SG Marienau, w którym w 1991 roku w wieku 39 lat zakończył piłkarską karierę.

## Kariera reprezentacyjna
Roman Ogaza grał w juniorskich reprezentacjach Polski. W seniorskiej reprezentacji Polski w latach 1974–1981 rozegrał 21 meczów, w których strzelił 6 goli. Debiut zaliczył dnia 13 kwietnia 1974 roku w Port-au-Prince w przegranym 1:2 meczu towarzyskim z reprezentacją Haiti, w którym w 63. minucie został zastąpiony przez Witolda Karasia. W 1976 roku został powołany przez selekcjonera Kazimierza Górskiego na turniej olimpijski 1976 w Montrealu, na którym zagrał w wygranym 5:0 meczu ćwierćfinałowym z reprezentacją Korei Północnej zastępując w 71. minucie Zygmunta Maszczyka oraz zdobył srebrny medal. Ostatni mecz w reprezentacji Polski rozegrał dnia 23 września 1981 roku w Lizbonie w przegranym 0:2 meczu towarzyskim z reprezentacją Portugalii.

## Statystyki
| Reprezentacja narodowa | Rok     | Występy | Gole |
| ---------------------- | ------- | ------- | ---- |
| Polska                 |         |         |      |
| 1974                   | 2       | 0       |      |
| 1975                   | 0       | 0       |      |
| 1976                   | 3       | 0       |      |
| 1977                   | 0       | 0       |      |
| 1978                   | 2       | 1       |      |
| 1979                   | 7       | 4       |      |
| 1980                   | 4       | 0       |      |
| 1981                   | 3       | 1       |      |
| Łącznie                | Łącznie | 21      | 6    |

| Mecze i gole w reprezentacji | Mecze i gole w reprezentacji | Mecze i gole w reprezentacji | Mecze i gole w reprezentacji | Mecze i gole w reprezentacji | Mecze i gole w reprezentacji | Mecze i gole w reprezentacji | Mecze i gole w reprezentacji |
| Lp.                          | Data                         | Miejsce                      | Przeciwnik                   | Gol                          | Wynik                        | Rozgrywki                    | Uwagi                        |
| ---------------------------- | ---------------------------- | ---------------------------- | ---------------------------- | ---------------------------- | ---------------------------- | ---------------------------- | ---------------------------- |
| 1.                           | 13.04.1974                   | Port-au-Prince               | Haiti                        |                              | 1:2                          | Mecz towarzyski              | do 63'                       |
| 2.                           | 15.04.1974                   | Port-au-Prince               | Haiti                        |                              | 3:1                          | Mecz towarzyski              | od 76'                       |
| 3.                           | 6.05.1976                    | Ateny                        | Grecja                       |                              | 0:1                          | Mecz towarzyski              | 90'                          |
| 4.                           | 11.05.1976                   | Bazylea                      | Szwajcaria                   |                              | 1:2                          | Mecz towarzyski              | 90'                          |
| 5.                           | 25.07.1976                   | Montreal                     | Korea Północna               |                              | 5:0                          | Igrzyska olimpijskie 1976    | od 71'                       |
| 6.                           | 30.08.1978                   | Helsinki                     | Finlandia                    |                              | 1:0                          | Mecz towarzyski              | 90'                          |
| 7.                           | 15.11.1978                   | Wrocław                      | Szwajcaria                   | Gol                          | 2:0                          | El. Euro 1980                | 90'                          |
| 8.                           | 18.02.1979                   | Tunis                        | Tunezja                      | Gol · Gol                    | 5:0                          | Mecz towarzyski              | 90'                          |
| 9.                           | 21.03.1979                   | Algier                       | Algieria                     |                              | 1:0                          | Mecz towarzyski              | do 66'                       |
| 10.                          | 4.04.1979                    | Chorzów                      | Węgry                        |                              | 1:1                          | Mecz towarzyski              | 90'                          |
| 11.                          | 18.04.1979                   | Lipsk                        | NRD                          |                              | 1:2                          | El. Euro 1980                | 90'                          |
| 12.                          | 2.05.1979                    | Chorzów                      | Holandia                     |                              | 2:0                          | El. Euro 1980                | 90'                          |
| 13.                          | 26.09.1979                   | Chorzów                      | NRD                          |                              | 1:1                          | El. Euro 1980                | 90'                          |
| 14.                          | 10.10.1979                   | Kraków                       | Islandia                     | Gol · Gol                    | 2:0                          | El. Euro 1980                | 90'                          |
| 15.                          | 17.02.1980                   | Marrakesz                    | Maroko                       |                              | 0:1                          | Mecz towarzyski              | do 62'                       |
| 16.                          | 27.02.1980                   | Bagdad                       | Irak                         |                              | 1:1                          | Mecz towarzyski              | do 66'                       |
| 17.                          | 29.02.1980                   | Bagdad                       | Irak                         |                              | 0:1                          | Mecz towarzyski              | od 46'                       |
| 18.                          | 26.05.1980                   | Budapeszt                    | Węgry                        |                              | 1:2                          | Mecz towarzyski              | od 76'                       |
| 19.                          | 24.05.1981                   | Bydgoszcz                    | Irlandia                     | Gol                          | 3:0                          | Mecz towarzyski              | 90'                          |
| 20.                          | 2.09.1981                    | Chorzów                      | Niemcy                       |                              | 0:2                          | Mecz towarzyski              | 90'                          |
| 21.                          | 23.09.1981                   | Lizbona                      | Portugalia                   |                              | 0:2                          | Mecz towarzyski              | 90'                          |

## Sukcesy

### Górnik Zabrze
- 3. miejsce w ekstraklasie: 1970
- Puchar Polski: 1970
- Finał Pucharu Zdobywców Pucharów: 1970

### Szombierki Bytom
- Mistrzostwo Polski: 1980
- 3. miejsce w ekstraklasie: 1981
- Półfinał Pucharu Polski: 1973, 1979

### GKS Tychy
- Wicemistrzostwo Polski: 1976
- Ćwierćfinał Pucharu Polski: 1977

### Reprezentacyjne
- Wicemistrzostwo olimpijskie: 1976

## Życie prywatne
Roman Ogaza miał żonę i trójkę dzieci. Zmarł dnia 4 marca 2006 w Forbach w wieku 53 lat.